# Шипкинський перевал

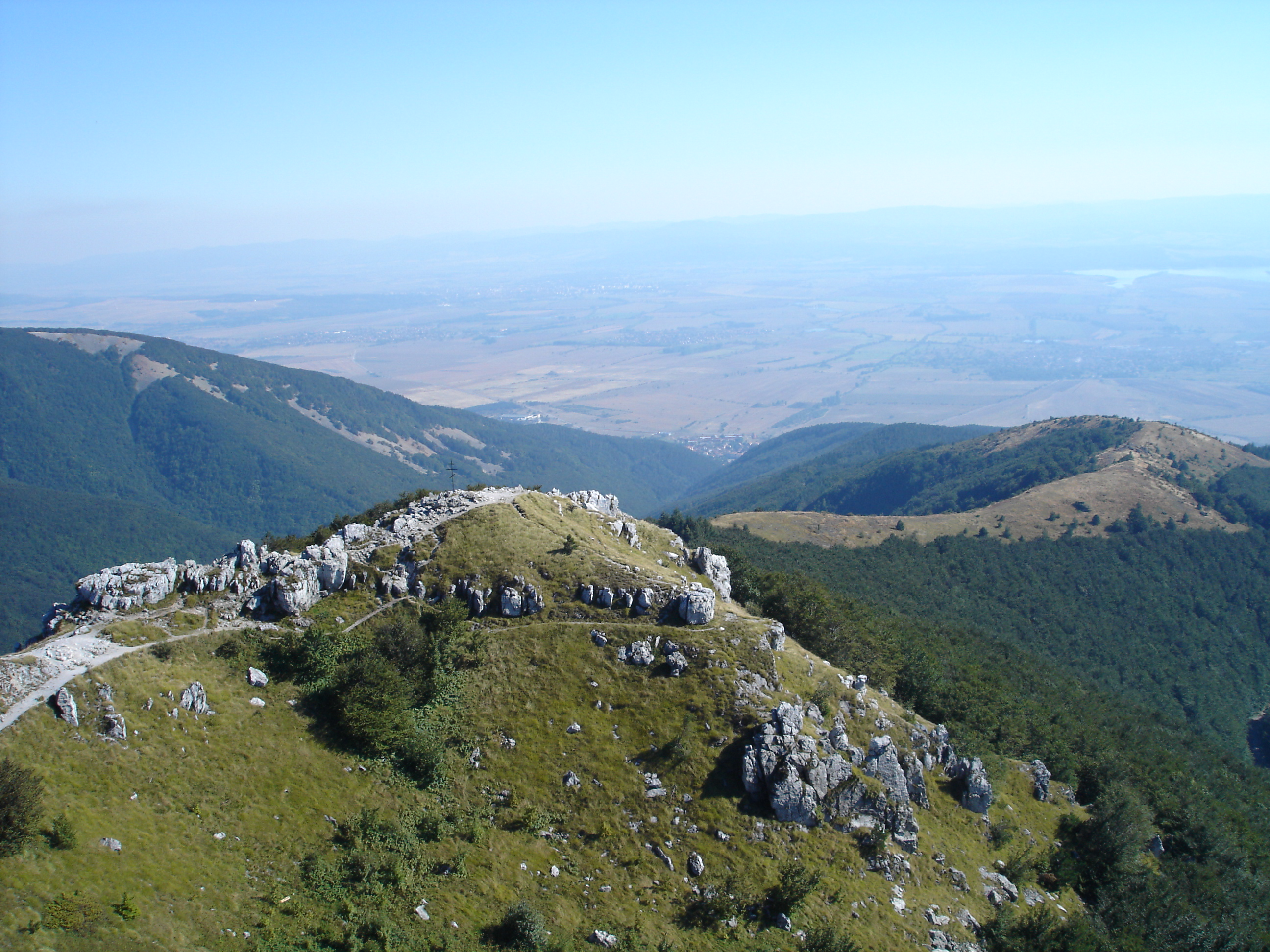
Шипкинський перевал

Ши́пка, Ши́пкинський перева́л (болг. Шипченски проход) — перевал в Болгарії через Балкани, в горах Стара-Планіна. Також через перевал проходить шосе між болгарськими містами Казанлик та Габрово. Найвища точка Шипки займає 1185 м.
Біля Шипкинського перевалу знаходиться пам'ятник Свободи, на честь російсько-турецької війни 1877—1878 років, та національний парк-музей.
Перевал дістав таку назву від села Шипка, яке розташоване недалеко від гір, у долині Тунджі.

## Історія
Див. також: Оборона Шипки

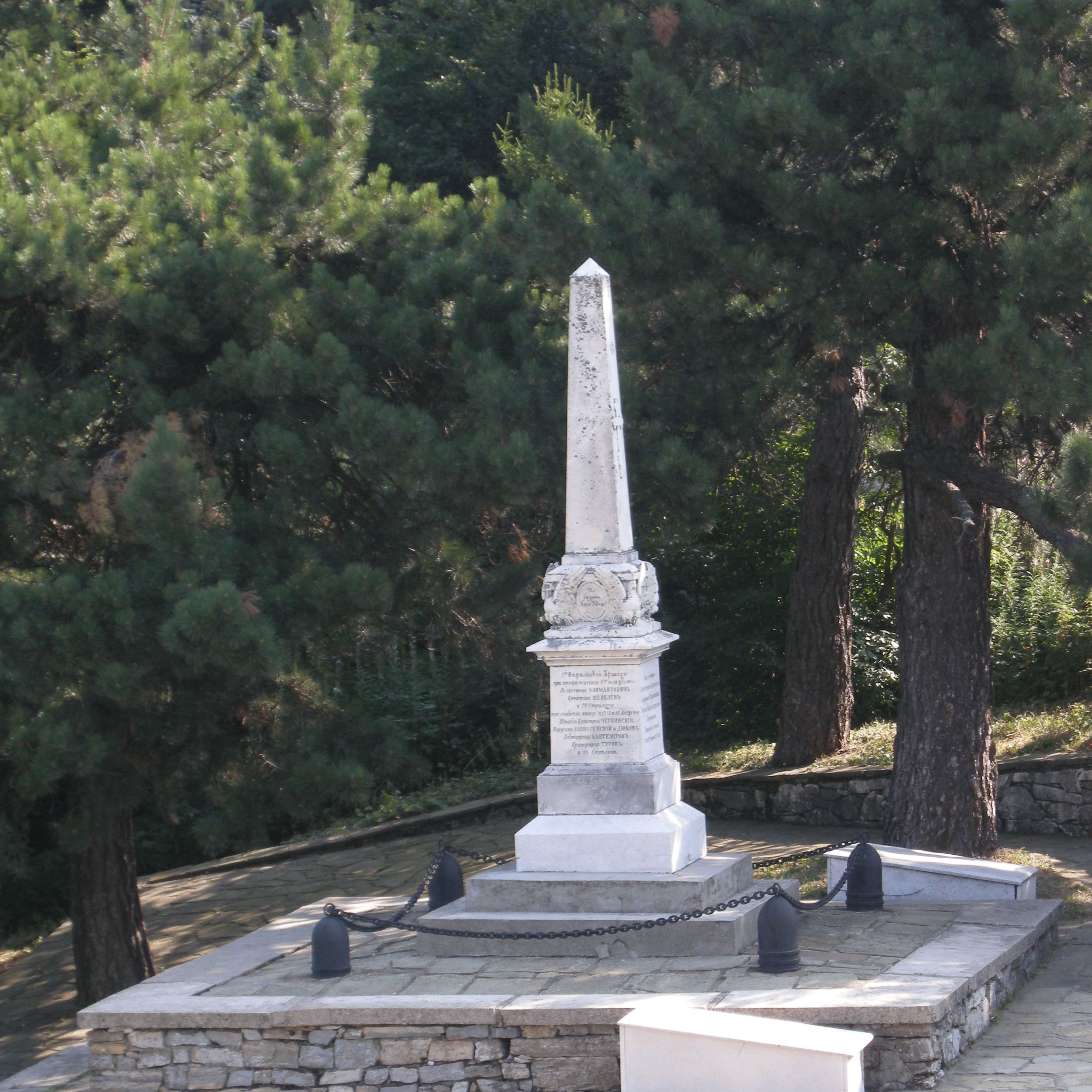
Пам'ятник на кладовищі російських солдатів, які загинули при обороні Шипки

Під час російсько-турецької війни 1877—1878 років, у ході якої Болгарія здобула незалежність, за Шипкинський перевал та за навколишні території велися жорстокі бої між солдатами Російської імперії і Османської держави. Росіян підтримувала більшість болгарського населення, до них ставилися як до визволителів, а турків заслужено вважали загарбниками та поневолювачами.
7 (19) липня російські війська після боїв зайняли перевал як стратегічно важливий пункт, адже Шипка забезпечувала найкоротший шлях до Стамбула.
Невдовзі до Балкан було перекинуто армію Сулеймана-паші, цим турецьке командування намагалося здійснити контрнаступ по російським частинам і вибити їх за Дунай, звідки вони й прийшли. Сулейман-паша наказав турецьким військам (понад 27 тис. чол. та 48 гармат) зайняти Шипкинський перевал. На шляху краще озброєної та чисельнішої турецької армії був лише російсько-болгарський загін під командуванням генерала М. Г. Столєтова (близько 4,8 тис. солдатів та 27 гармат). 
9(21) серпня османські солдати почали лобову атаку в південній частині перевалу, а саме в районі гори св. Миколи. Невдовзі до російського загону Столєтова підтягнулося підкріплення (7 тис. чол. та 28 гармат). Турецькі війська були відбиті та зазнали великих втрат.

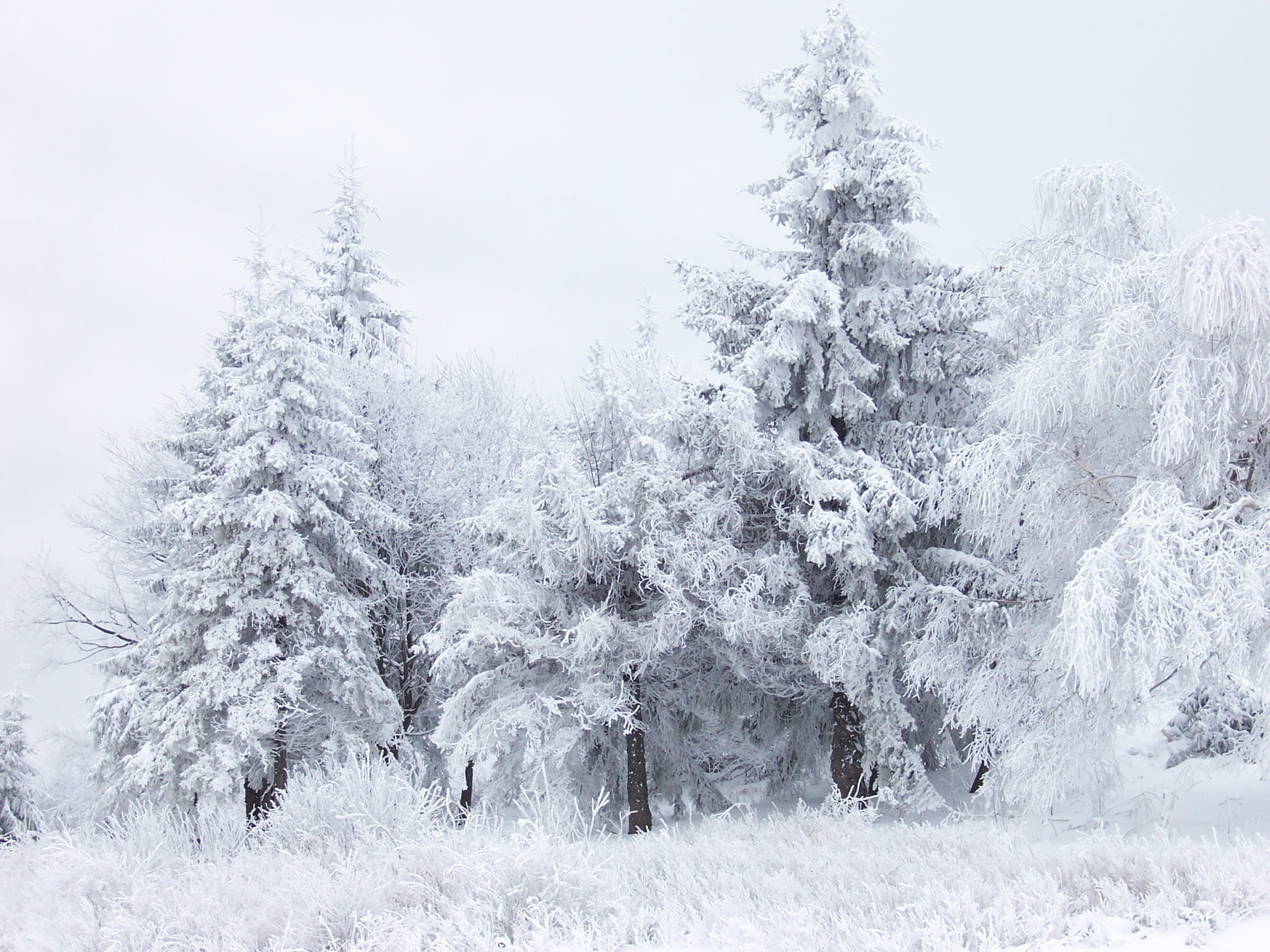
Шипка взимку

10 (22) серпня турки почали нову атаку. Вони охопили перевал півкільцем, а наступного дня почали штурм з трьох боків. Однак і цей штурм завдав лише значних втрат для турецької сторони. З російсько-болгарської сторони загинуло 1400 чол., що було величезною втратою для набагато меншого за чисельністю загону Столєтова та В. Ф. Дерожінського.
Увечері 11 (23) та вранці 12 (24) серпня до російських військ надійшло підкріплення генерала М. І. Драгомирова (9 тис. чол.). Воно блискавично атакувало ворога, частини якого вже майже зайняли перевал, та відкинуло ворога.
До 14 (26) серпня російська війська намагалися оволодіти висотами на заході від перевалу. Проте атаки ці були безуспішними. Однак і турки не змогли захопити Шипку. Склалася патова ситуація.
Російські і болгарські солдати мужньо утримували перевал до січня 1878 року, доки армія не перейшла в наступ.
Завдяки тому, що росіяни захопили Шипкинський перевал, турецьке командування втратило важливий стратегічний пункт, а згодом програло війну.
Втрати з російської сторони становили до 3500 чоловік. Болгар загинуло 500 осіб. Турків, за найменшими підрахунками, 6,6 тис. чол.

## Галерея

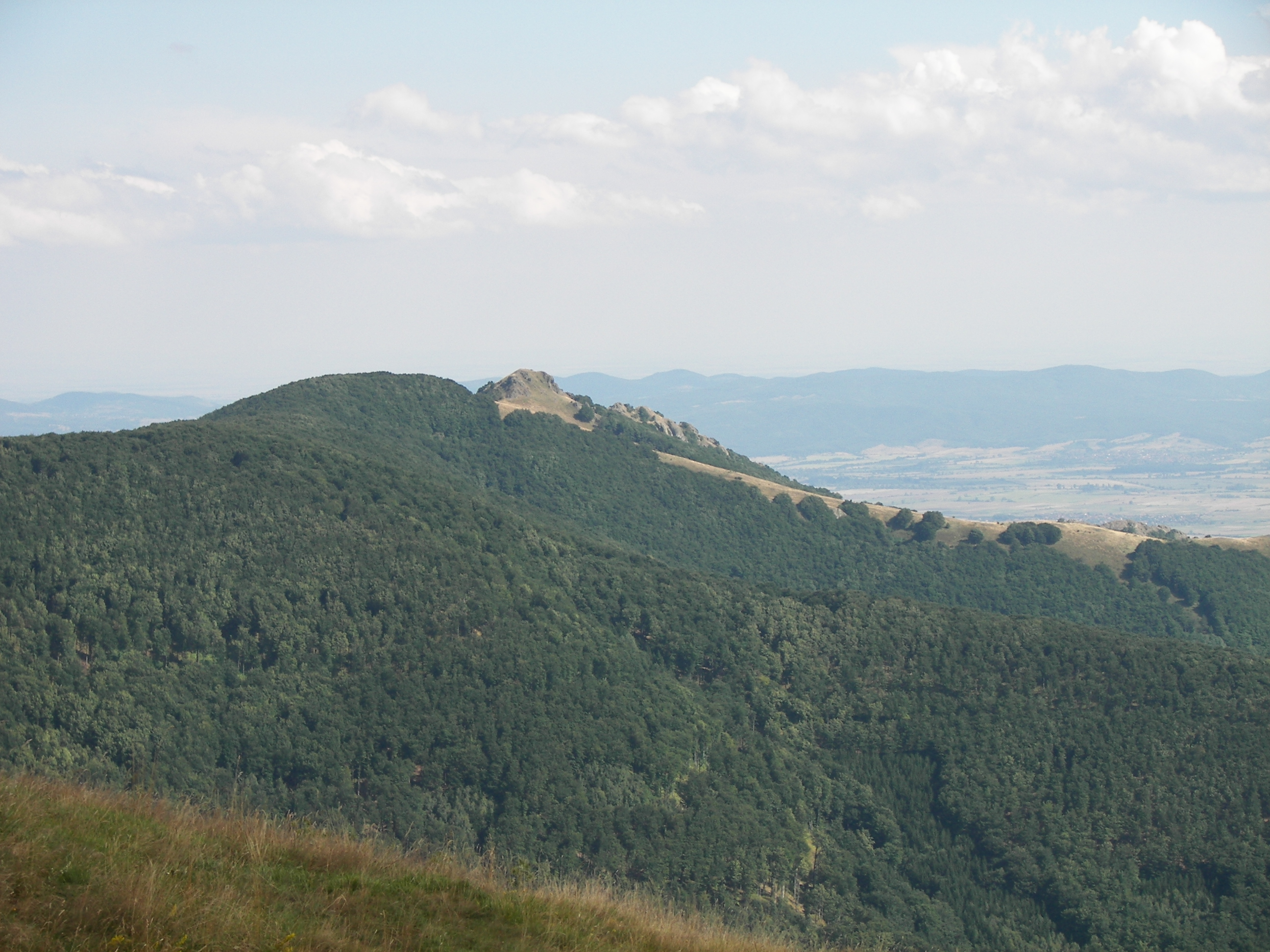
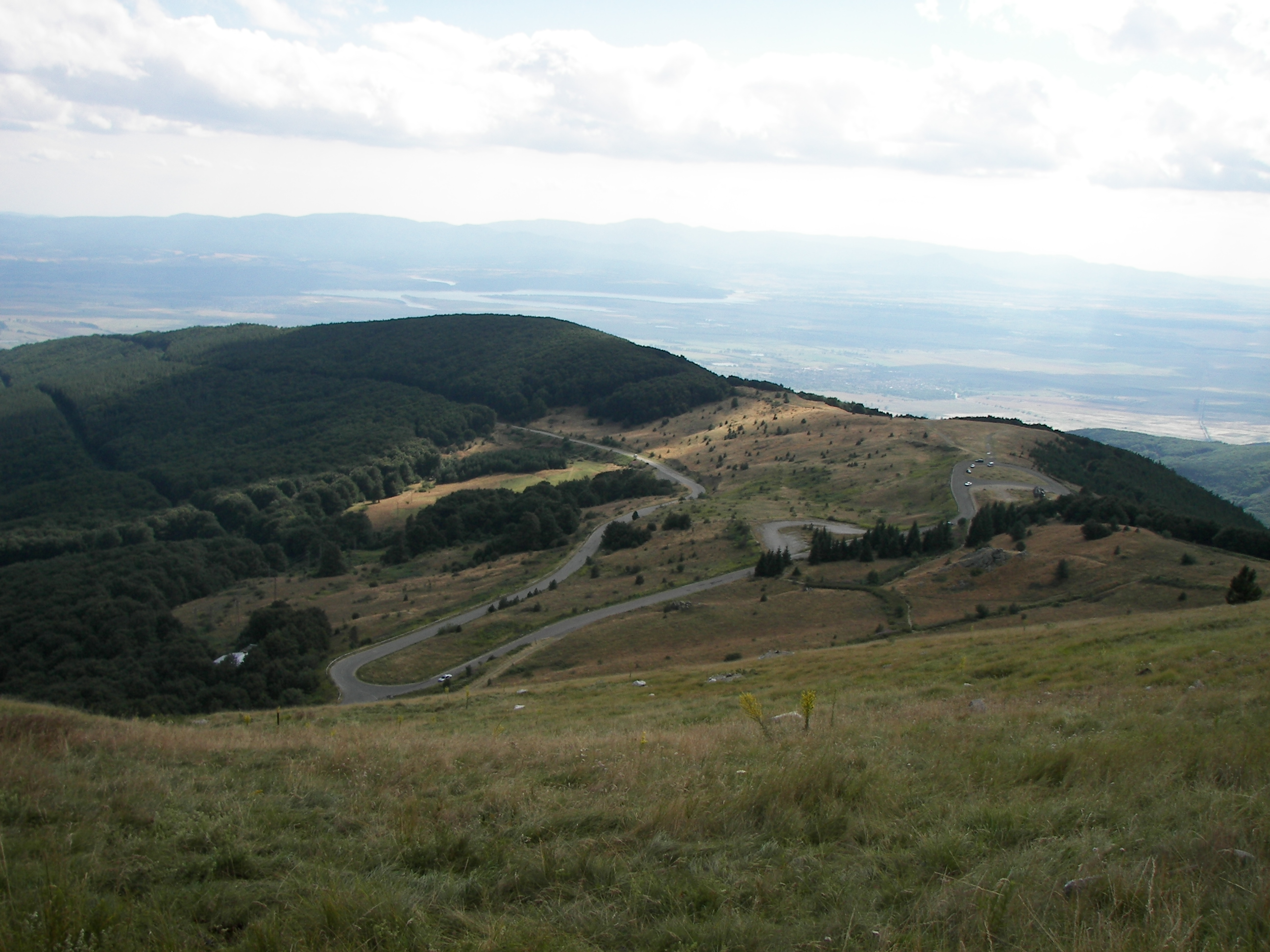
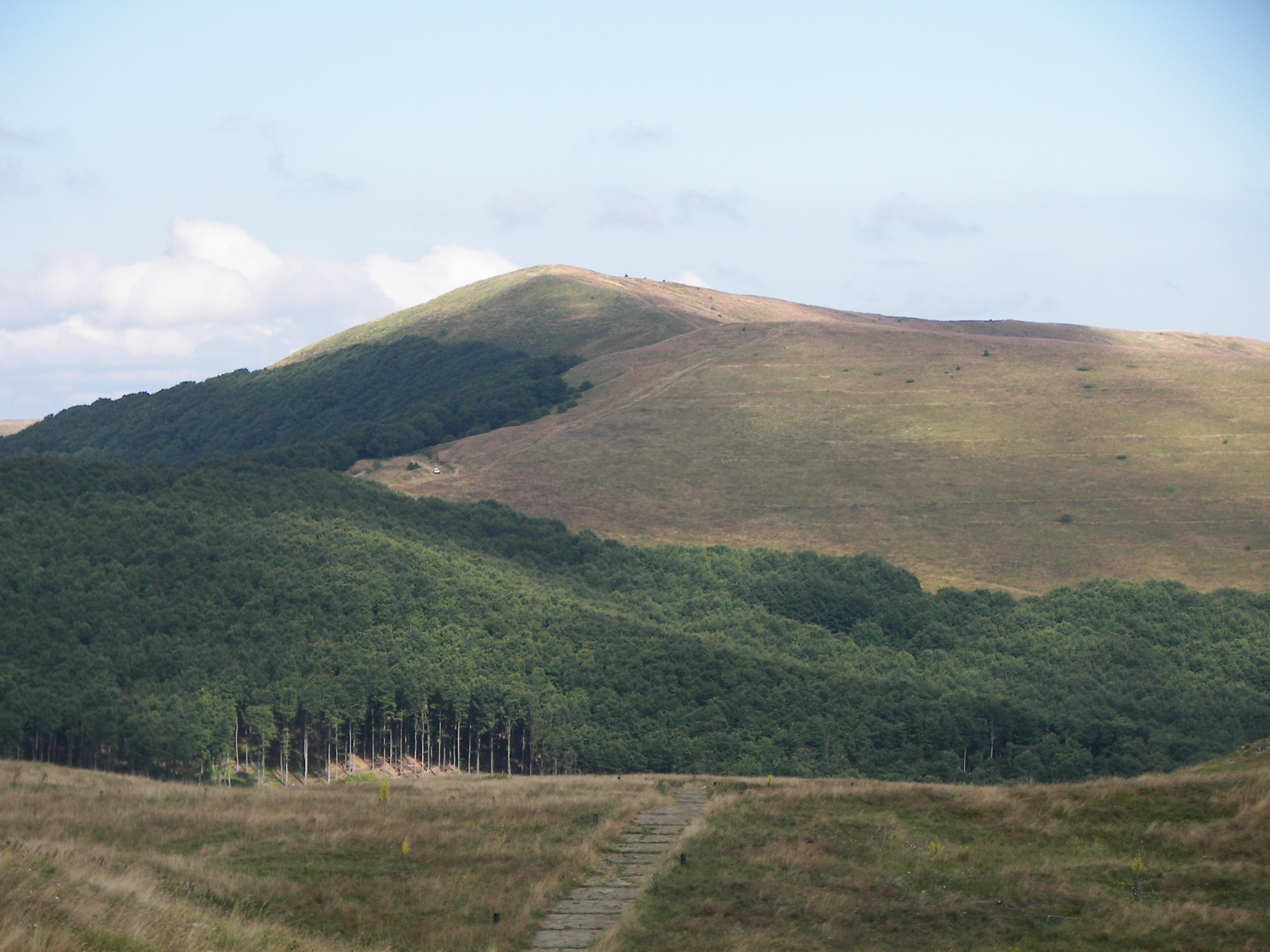
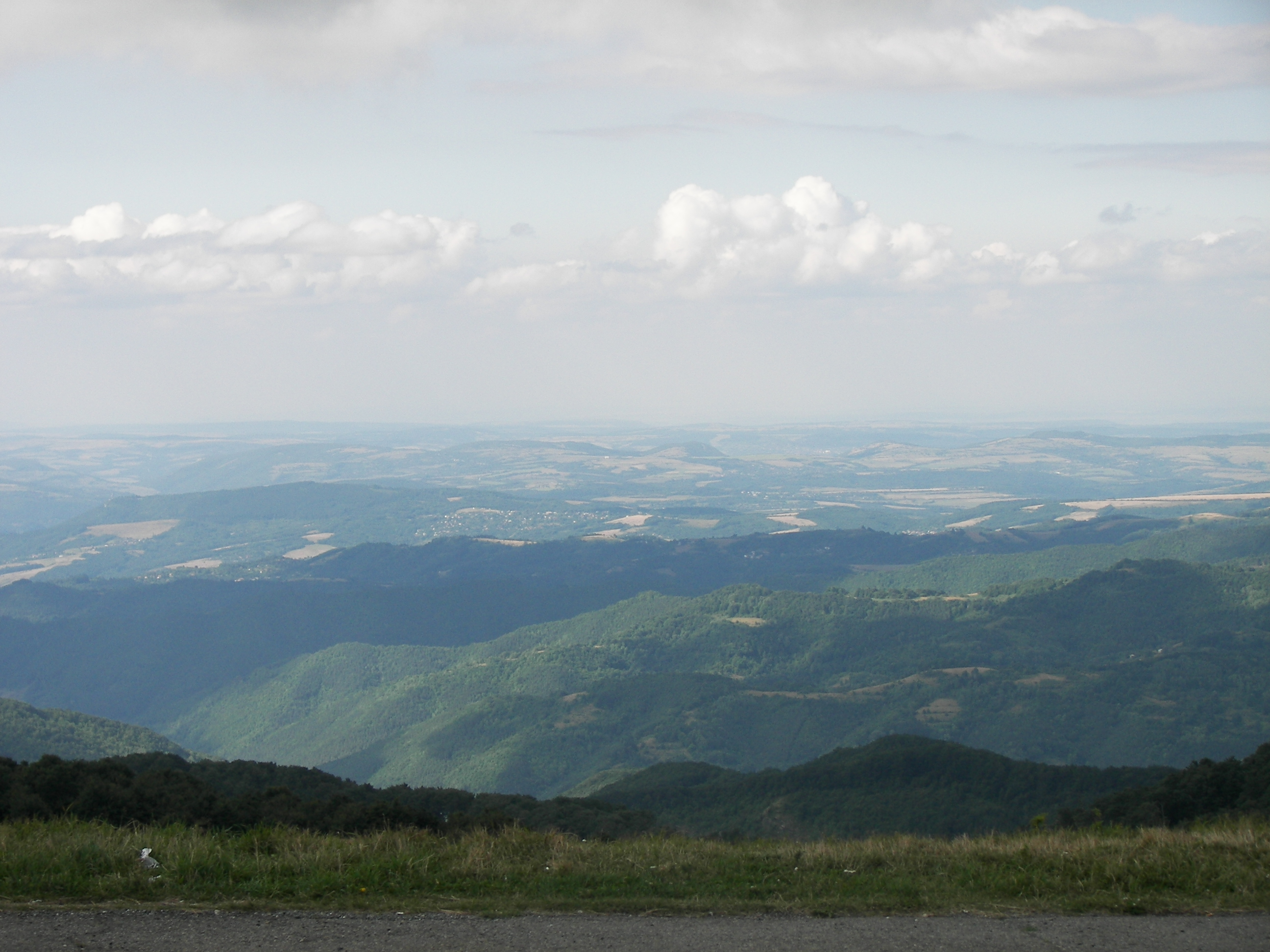

## Джерело
- Велика радянська енциклопедія. Шипкинський перевал.[недоступне посилання з серпня 2019] (рос.)